# Samea alophalis
Samea alophalis là một loài bướm đêm trong họ Crambidae.